# 张掖甘州机场
张掖甘州机场是甘肅省一座軍民兩用機場，位於张掖市。東南距市中心24公里。

## 歷史
由原空軍張掖航校機場擴建而成。2010年5月11日奠基，2011年11月1日落成通航。

## 技術資料
機場佔地3025.5畝，跑道長3,000公尺、寬55公尺。預計2020年旅客吞吐量吞吐量24.3万人次、货邮吞吐量1,723吨设计，航站楼面積4,189平方米。

## 航空公司与航点
2025年夏秋航季（3月30日至10月25日）
| 航空公司     | 目的地         |
| ------------ | -------------- |
| 中国东方航空 | 西安           |
| 中国联合航空 | 北京大兴       |
| 海南航空     | 北京首都       |
| 吉祥航空     | 兰州、上海浦东 |
| 成都航空     | 成都、兰州     |
| 九元航空     | 广州、武汉     |
| 天津航空     | 重庆、乌鲁木齐 |
| 华夏航空     | 敦煌、兰州     |